# 河桥镇 (杭州市)
河桥镇，是中华人民共和国浙江省杭州市临安区下辖的一个镇。

## 辖区
该镇辖有：	泥骆村、朱秀村、云浪村、河桥村、中鑫村、七都村、罗山村、秀溪村、蒲村、学川村、金燕村。